# Adolf Gałacki
Adolf Marian Gałacki ps. Maszop, Marek, Bujda (ur. 29 kwietnia 1902 w Delatynie, zm. 2 lipca 1953 w Stanach Zjednoczonych) – kapitan piechoty Wojska Polskiego, uczestnik Powstania Warszawskiego, cichociemny. Znajomość języków: niemiecki, angielski Zwykły Znak Spadochronowy nr 0177.

## Życiorys
Do 1913 mieszkał w Delatynie, uczył się w szkole powszechnej, następnie od 1918 w Szkole Kadetów w Wiedniu. Od 1918 sekcyjny Polskiej Organizacji Wojskowej w Kołomyji, uczestniczył w wojnie polsko – bolszewickiej jako żołnierz 19 Pułku Piechoty 19 Dywizji gen. Lucjana Żeligowskiego, Armii gen. Hallera. W 1919 ranny w walce z Ukraińcami.
W 1921 zdał egzamin dojrzałości w Śniatyniu, podjął naukę na Wydziale Nawigacyjnym Państwowej Szkoły Morskiej w Tczewie. Awansowany na stopień  podporucznika ze starszeństwem od 1 lipca 1925. Od 1925 oficer pokładowy w Polskiej Marynarce Handlowej, od 1927 urzędnik Państwowego Działu Akcyz i Monopolu w Brzeżanach, Brodach, Lidzie. W 1931 ukończył kurs dowódców plutonów w Centralnej Szkole Strzelniczej w Toruniu, w 1933 kurs dowódców kompanii w Centrum Wyszkolenia Rezerwy w Zambrowie. Awansowany na stopień porucznika ze starszeństwem od 1 stycznia 1933. W 1934 roku pozostawał w ewidencji Powiatowej Komendy Uzupełnień w Stryju. Posiadał wówczas przydział mobilizacyjny do 51 pułku piechoty w Brzeżanach. W 1939 naczelnik Państwowego Działu Akcyz w Chojnicach. 
W kampanii wrześniowej 1939 zmobilizowany, przydzielony do 77 Pułku Piechoty 19 Dywizji Piechoty w Lidzie, następnie jako adiutant 1 batalionu 206 pułku piechoty 33 Dywizji Piechoty. 13 września był dwukrotnie ranny. Został ewakuowany 21 września razem ze szpitalem na Węgry. Od 5 listopada 1939 we Francji, wstąpił do Polskich Sił Zbrojnych, przydzielony do 2 Pułku Grenadierów Wielkopolskich. Następnie walczył w Samodzielnej Brygadzie Strzelców Podhalańskich, jako oficer łączności w 2 batalionie strzelców podhalańskich 1 Półbrygady. Brał udział w walkach pod Ankenes oraz bitwie o Narwik. Za udział w walkach odznaczony Krzyżem Walecznych.
Po upadku Francji od 23 czerwca 1940 w Wielkiej Brytanii, przydzielony do 1 Batalionu Strzelców Podhalańskich 1 Brygady Strzelców.

## Cichociemny
Zgłosił się do służby w Kraju. Przeszkolony ze specjalnością w wywiadzie morskim, na kursach specjalnych dla kandydatów na cichociemnych, m.in. dywersyjno-strzeleckmi (STS 25, Garramour), podstaw wywiadu (STS 31, Bealieu), wywiadu morskiego Oficerski Kurs Doskonalący Administracji Wojskowej w Glasgow (kamuflaż polskiej szkoły wywiadu), spadochronowy, odprawowy (STS 43, Audley End), i in.  Po przeszkoleniu zaprzysiężony na rotę ZWZ/AK 5 listopada 1943, przydzielony do Oddziału VI (Specjalnego) Sztabu Naczelnego Wodza, przeniesiony na stację wyczekiwania Głównej Bazy Przerzutowej w Latiano nieopodal Brindisi we Włoszech.
Skoczył ze spadochronem do okupowanej Polski w nocy 12/13 kwietnia 1944 w operacji lotniczej o kryptonimie „Weller 3”, z samolotu Halifax JP-180 „V”, na placówkę odbiorczą „Wieszak” 226 (kryptonim polski, brytyjskie oznaczenie numerowe pinpoints), w okolicach miejscowości Zalesie, 14 km od Mińska Mazowieckiego. Razem z nim skoczyli: mjr. dypl. Leon Bazała ps. Striważ, por. Aleksander Piekarski ps. Turkuć, mjr. Edward Piotrowski ps. Mema. 
Po aklimatyzacji do realiów okupacyjnych przydzielony do Oddziału II (wywiad) Komendy Głównej AK jako oficer ekspozytury „Lombard”.
Brał udział w Powstaniu Warszawskim, początkowo w oddziale por. Zarzyckiego ps. Płomień w  Śródmieściu, następnie jako oficer do zleceń szefa ekspozytury. Po kapitulacji powstania w niewoli niemieckiej, m.in. w oflagu Gross-Born. W 1945 powrócił do Polski, Działał w Delegaturze Sił Zbrojnych na Kraj oraz w Zrzeszeniu Wolność i Niezawisłość. W 1946 uciekł do USA.

## Odznaczenia
- Krzyż Walecznych – czterokrotnie.